# Phlebotomus nuri
Phlebotomus nuri är en tvåvingeart som beskrevs av Lewis 1967. Phlebotomus nuri ingår i släktet Phlebotomus och familjen fjärilsmyggor. Inga underarter finns listade i Catalogue of Life.